# Klippmålningarna i Chamangá
Klippmålningarna i Chamangá utgörs av 40 klippmålningar i Chamangá. Området är Uruguays  rikaste på klippmålningar.
Sedan 24 februari 2005 är målningarna i Chamangá uppsatta på Uruguas tentativa världsarvslista.